# District de Lushnjë

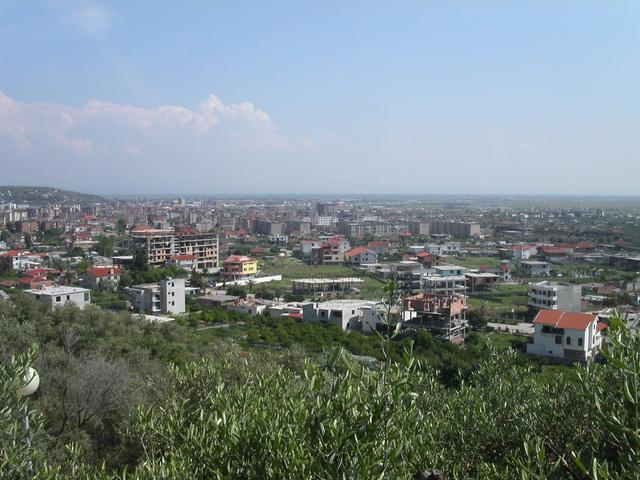
Lushnjë, capitale du district du même nom.

Le district de Lushnjë est un des 36 districts d'Albanie. Il a une superficie de 712 km2 et compte 190 000 habitants. Sa capitale est Lushnjë.
Il est voisin des districts albanais de Kavajë, Peqin, Elbasan, Kuçovë et Fier et possède aussi une façade sur la mer Adriatique. Le district dépend de la préfecture de Fier.